# PEX10
El factor de biogénesis de peroxisoma 10 es una proteína que en humanos está codificada por el gen PEX10 . El empalme alternativo da como resultado dos variantes de transcripción que codifican diferentes isoformas. 

## Función
El factor de biogénesis de peroxisoma 10 está involucrado en la importación de proteínas de la matriz de peroxisoma. Esta proteína se localiza en la membrana peroxisomal.

## Significación clínica
Las mutaciones en este gen dan como resultado fenotipos dentro del espectro de Zellweger de trastornos de la biogénesis peroxisomal, que van desde la adrenoleucodistrofia neonatal hasta el síndrome de Zellweger.

## Interacciones
Se ha demostrado que PEX10 interactúa con PEX12 y PEX19 .